# Kevin Mbabu
Melingo Kevin Mbabu (født 19. april 1995) er en schweizisk professionel fodboldspiller der spiller som højre back for Superliga-klubben FC Midtjylland og det schweiziske fodboldlandshold.

## Klub karriere

### Servette
Efter han blev født den 19. april 1995 i Chêne-Bougeries i Schweiz, startede Mbabu sin karriere hos Servette og gik videre gennem ungdomsholdene.
I starten af 2012–13 sæsonen, blev han forfremmet til førsteholdet. Han fik sin professionelle debut, da han blev indskiftet i det 66. minut for Servette i en Swiss Super League kamp imod Lausanne-Sport den 26. september 2012, som endte med at blive hans eneste optræden for klubben.

### Newcastle United
Efter en succesfuld tid som 17-årig, skrev Mbabu under på en tre-og-en-halv-årig kontrakt med Newcastle United den 31. januar 2013. Efter skiftet, kom han med det samme ind på ungdomsholdet.
I den anden halvdel af 2012–13 sæsonen, fik Mbabu sin hjemmedebut for ungdomsholdet den 1. april 2013, i en 2–1 sejr over Stoke City's ungdomshold. I resten af 2012–13 sæsonen, imponerede han hurtigt, og fik 7 kampe for klubbens ungdomshold. I 2013-14 sæsonen var Mbabu stadig på ungdomsholdet, selvom han var plaget af skader.
Men i 2014-15 sæsonen var Mbabu igen plaget af skader, og det havde en stor effekt på den første halvdel af sæsonen. Den 2. februar 2015, skiftede Mbabu til skotske Premiership-klubben Rangers på lån resten af 2014–15 sæsonen, men spillede ikke en eneste kamp og var heller aldrig med i kamptruppen.
I starten af 2015-16 sæsonen var Mbabu tilbage fra sine mange skader, og fortsatte med at spille for klubbens ungdomshold. På grund af manglen af chancer på førsteholdet, var det forventet at han blev udlånt. Men så blev han kaldt op på førsteholdet af cheftræner Steve McClaren på grund af en masse skader i truppen, og han fik sin Newcastle United debut imod Sheffield Wednesday i ligacuppen, som indskifter for Daryl Janmaat den 23. september 2015. Tre dage senere, den 26. september 2015, Mbabu fik sin Newcastle startdebut imod Chelsea, startende som venstre-back og kampen endte 2–2. Hans præstation mod Chelsea blev rost af eksperter. Han startede igen i ligaen den 3. oktober 2015, i et 6–1 nederlag imod Manchester City. Desværre fik han en baglårsskade kort efter, og var derfor ude resten af oktober. Indtil 7. november 2015 hvor han returnerede som en sen indskiftning, i en 1–0 sejr imod Bournemouth. To måneder senere, den 9. januar 2016, var Mbabu tilbage for førsteholdet i FA Cuppen imod Watford, hvor han startede og spillede 52 minutter før han blev udskiftet, i et 1-0 nederlag. Efterfølgende fik han 2 skader som holdt ham ude resten af sæsonen. Mabbu endte sæsonen med at have 5 optrædner i alle turneringer, da Newcastle United rykkede ned fra Premier League efter 6 sæsoner i ligaen. I slutningen af 2015–16 sæsonen, skrev Mbabu under på en 2 årig kontrakt med klubben.

### Young Boys
Den 23. august 2016, skiftede Mbabu på en et-årig lejeaftale til Swiss Super League-klubben Young Boys.
I de to første måneder i klubben, sad Mbabu oftest på bænken. Indtil den 2. oktober 2016 hvor han fik sin Young Boys debut, som en sen indskifter, i en 2–2 kamp imod FC St. Gallen. Flere uger senere, den 23. okober 2016, startede Mbabu for første gang inde og spillede fuldtid, i en 4–0 sejr over Grasshoppers. Tre dage senere, den 26. oktober 2016, scorede Mbabu sit første mål for klubben i ottendedelsfinalerne i Swiss Cup, i en 5–0 sejr over Grasshoppers. Efter at misse 1 kamp i slutningen af oktober, blev han udvist i den næste kamp den 3. november 2016, i et 1–0 nederlag imodAPOEL i gruppespillet af UEFA Europa League. Mbabu scorede sit første ligamål for klubben en måned senere den 3. december 2016, i en 3–1 sejr over FC Basel. Mbabu endte sæsonen med 24 optrædner og scorede 2 gange i alle turneringer. I slutningen af 2016–17 sæsonen, skrev Mbabu under på en permanent aftale med klubben, en 3-årig kontrakt.
I 2017–18 sæsonen, startede Mbabu rigtig godt ud, og var nu en fast mand for klubben. Hans præstationer blev set, og fik derfor udtagelser til det schweiziske fodboldlandshold. Efter de gode præstationer i den første halvdel af sæsonen, blev klubben konkurrenter til ligatitlen. Mbabu blev kåret til Årets hold i 2017 i Schweiz. Fra 17. december 2017 til 17. marts 2018, var han involveret i klubbens 8 ligasejre i træk. Mbabu blev også kåret som Månedens Spiller på grund af klubbens lange sejresstime. Mbabu var derfor med på det Young Boys hold der vandt 2017–18 Swiss Super League titlen, deres første ligatitel i 32 år.

### VfL Wolfsburg
Den 25. april 2019, skrev Mbabu under på en 4-årig aftale med VfL Wolfsburg.

### Fulham
Den 27. juli 2022, Mbabu skiftede til den nylige oprykkede Premier League klub Fulham, på en tre-årig aftale.

#### Lån til Servette
Den 13. februar 2023, returnerede Mbabu til sin ungdomsklub Servette FC på leje for resten af 2022–23 sæsonen.

#### Lån til Augsburg
Den 1. september 2023, Mbabu skiftede til Bundesliga-klubben Augsburg på en sæson-lang lejeaftale.

### Midtjylland
Den 30. august 2024, skiftede Mbabu til Superliga-klubben FC Midtjylland på en fri transfer, og en 2-årig kontrakt.
Den 14. september optrådte Mbabu for første gang for FC Midtjylland, da han startede inde i en 2-1 ligasejr over F.C. København. Tre dage senere var han bænket imod Hillerød i pokalen, og var tilbage i startopstillingen imod Randers FC i ligaen den 22. september, hvor kampen endte 2-2. Han var herefter en fast starter for Midtjylland i lang tid. Han scorede sit første mål for klubben den 27. oktober imod AGF i en 2-0 ligasejr, hvor han efterfølgende blev kåret som kampens spiller.